# Formica
Formica là một chi kiến thuộc họ Formicidae. Đây là chi điển hình của họ này.

## Các loài
Tính đến  năm 2018, Formica có ít nhất 290 loài còn tồn tại và 59 loài đã tuyệt chủng.
Chi này gồm các loài:

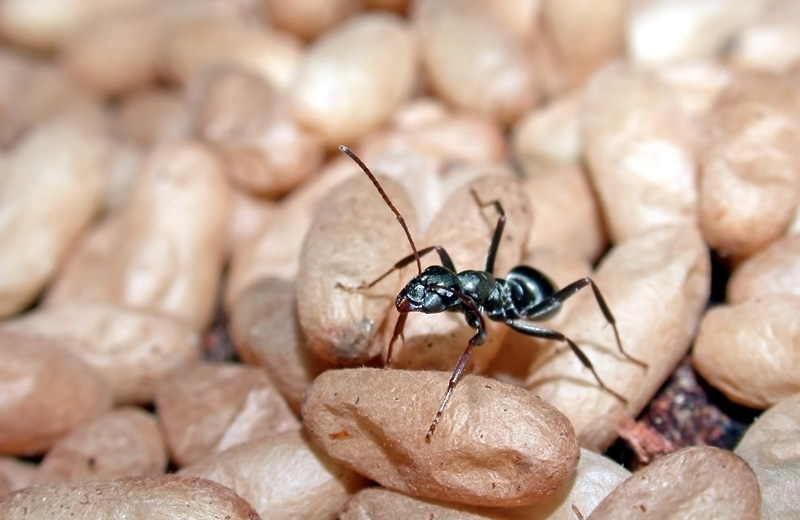
Kiến thợ F. accreta

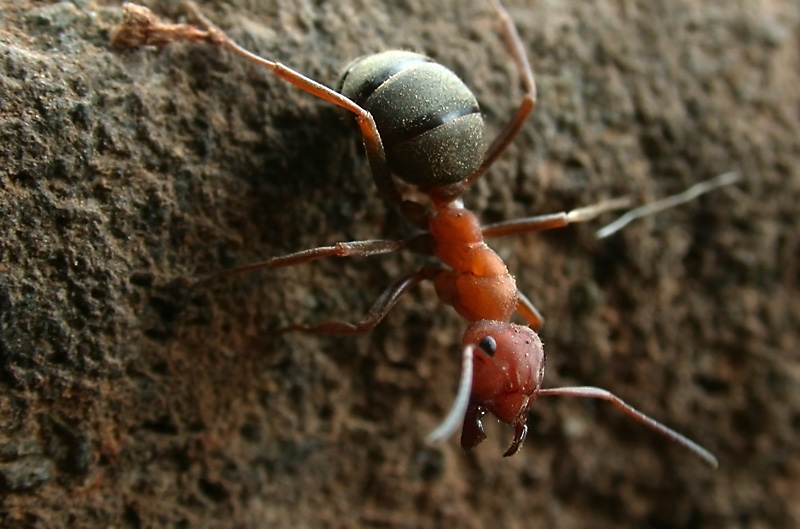
Kiến thợ F. integroides

- Formica abdominalis Latreille, 1802
- Formica accreta Francoeur, 1973
- Formica adamsi Wheeler, W.M., 1909
- Formica adelungi Forel, 1904
- Formica aegyptiaca Fabricius, 1775
- †Formica aemula Heer, 1867
- Formica aequalis Walker, 1871
- Formica aerata Francoeur, 1973
- Formica affinis Leach, 1825
- Formica albipennis Fabricius, 1793
- †Formica alsatica Théobald, 1937
- Formica altayensis Xia & Zheng, 1997
- Formica altipetens Wheeler, W.M., 1913
- Formica amyoti Le Guillou, 1842
- Formica anatolica Seifert & Schultz, 2009
- Formica animosa Forskål, 1775
- †Formica annosa LaPolla & Greenwlalt, 2015
- Formica approximans Wheeler, W.M., 1933
- Formica aquilonia Yarrow, 1955
- †Formica arcana Scudder, 1877
- Formica archboldi Smith, M.R., 1944
- Formica arenicola Buckley, 1866
- Formica argentea Wheeler, W.M., 1912
- Formica aserva Forel, 1901
- Formica aseta Chang & He, 2002
- Formica aterrima Cresson, 1865
- Formica atra Schilling, 1839
- †Formica auxillacensis Piton, 1935
- †Formica bauckhorni Meunier, 1915
- Formica beijingensis Wu, 1990
- †Formica biamoensis Dlussky, Rasnitsyn & Perfilieva, 2015
- Formica bicolor Leach, 1825
- Formica biophilica Trager, 2007
- Formica bradleyi Wheeler, W.M., 1913
- Formica breviscapa Chang & He, 2002
- Formica browni Francoeur, 1973
- Formica bruni Kutter, 1967
- †Formica buphthalma Novak, O., 1878
- Formica californica (Creighton, 1950)
- Formica calviceps Cole, 1954
- Formica canadensis Santschi, 1914
- Formica candida Smith, F., 1878
- †Formica cantalica Piton, 1935
- †Formica ceps Zhang, 1989
- Formica chufejif Forskål, 1775
- Formica ciliata Mayr, 1886
- Formica cinerea Mayr, 1853
- Formica cinereofusca Karavaiev, 1929
- Formica clara Forel, 1886
- Formica clarissima Emery, 1925
- †Formica cockerelli Carpenter, 1930
- Formica coloradensis Creighton, 1940
- Formica comata Wheeler, W.M., 1909
- Formica conica Fabricius, 1798
- Formica connecticutensis Buckley, 1866
- Formica corsica Seifert, 2002
- Formica creightoni Buren, 1968
- Formica criniventris Wheeler, W.M., 1912
- Formica cunicularia Latreille, 1798
- Formica curiosa Creighton, 1935
- Formica dachaidanensis Chang & He, 2002
- Formica dakotensis Emery, 1893
- Formica decipiens Bondroit, 1918
- Formica delinghaensis Chang & He, 2002
- †Formica demersa Heer, 1849
- Formica densiventris Viereck, 1903
- Formica didyma Fabricius, 1782
- Formica difficilis Emery, 1893
- Formica dirksi Wing, 1949
- Formica dislocata Say, 1836
- Formica dolosa Buren, 1944
- Formica dusmeti Emery, 1909
- Formica elevata Fabricius, 1782
- Formica elongata Fabricius, 1787
- Formica emeryi Wheeler, W.M., 1913
- †Formica eoptera Cockerell, 1923
- Formica exsecta Nylander, 1846
- Formica exsectoides Forel, 1886
- Formica exsectorubens Ruzsky, 1905
- Formica fatale Christ, 1791
- Formica fennica Seifert, 2000
- Formica ferocula Wheeler, W.M., 1913
- †Formica flavifemoralis Zhang, Sun & Zhang, 1994
- †Formica flori Mayr, 1868
- Formica foetens Olivier, 1792
- Formica foreli Bondroit, 1918
- Formica foreliana Wheeler, W.M., 1913
- Formica fossaceps Buren, 1942
- †Formica fragilis Heer, 1867
- Formica francoeuri Bolton, 1995
- Formica frontalis Santschi, 1919
- Formica fukaii Wheeler, W.M., 1914
- Formica fuliginothorax Blacker, 1992
- Formica fusca Linnaeus, 1758
- Formica fuscescens Gmelin, 1790
- Formica fuscicauda Motschoulsky, 1863
- Formica fuscocinerea Forel, 1874
- Formica gagates Latreille, 1798
- Formica gagatoides Ruzsky, 1904
- Formica georgica Seifert, 2002
- †Formica gibbosa Presl, 1822
- Formica glabra Gmelin, 1790
- Formica glabridorsis Santschi, 1925
- Formica glacialis Wheeler, W.M., 1908
- Formica glauca Ruzsky, 1896
- †Formica globiventris Heer, 1849
- Formica gnava Buckley, 1866
- †Formica grandis Carpenter, 1930
- Formica gravelyi Mukerjee, 1930
- †Formica gravida Heer, 1849
- †Formica gustawi Dlussky, 2002
- Formica gynocrates Snelling, R.R. & Buren, 1985
- Formica hayashi Terayama & Hashimoto, 1996
- †Formica heteroptera Cockerell, 1920
- Formica hewitti Wheeler, W.M., 1917
- Formica hirta Gravenhorst, 1807
- †Formica horrida Wheeler, W.M., 1915
- †Formica immersa Heer, 1849
- Formica impexa Wheeler, W.M., 1905
- Formica incerta Buren, 1944
- Formica incisa Smith, F., 1858
- Formica indianensis Cole, 1940
- Formica inequalis Lowne, 1865
- Formica insultans Forskål, 1775
- Formica integra Nylander, 1856
- Formica integroides Wheeler, W.M., 1913
- Formica japonica Motschoulsky, 1866
- Formica kashmirica Stärcke, 1935
- Formica knighti Buren, 1944
- †Formica kollari Heer, 1867
- Formica kozlovi Dlussky, 1965
- Formica kupyanskayae Bolton, 1995
- †Formica kutscheri Dlussky, 2008
- Formica laeviceps Creighton, 1940
- Formica lasioides Emery, 1893
- †Formica latinodosa Théobald, 1937
- †Formica lavateri Heer, 1849
- Formica lemani Bondroit, 1917
- Formica lepida Wheeler, W.M., 1913
- Formica limata Wheeler, W.M., 1913
- Formica lincecumii Buckley, 1866
- †Formica linquensis Zhang, 1989
- Formica liogaster Chang & He, 2002
- Formica liopthalma Chang & He, 2002
- Formica litoralis Kuznetsov-Ugamsky, 1926
- †Formica longicollis Heer, 1849
- Formica longipilosa Francoeur, 1973
- †Formica lucida Giebel, 1856
- Formica lugubris Zetterstedt, 1838
- Formica lutea Duméril, 1860
- †Formica luteola Presl, 1822
- †Formica macrocephala Heer, 1849
- †Formica macrognatha Presl, 1822
- †Formica macrophthalma Heer, 1849
- Formica maculata Geoffroy, 1785
- †Formica maculipennis Théobald, 1935
- Formica malabarica Schrank, 1837
- Formica maligna Forskål, 1775
- Formica manchu Wheeler, W.M., 1929
- Formica manni Wheeler, W.M., 1913
- †Formica martynovi Popov, 1933
- Formica maxillosa Fabricius, 1775
- Formica melanophthalma Reich, 1793
- Formica melanopis Gmelin, 1790
- Formica mesasiatica Dlussky, 1964
- Formica microgyna Wheeler, W.M., 1903
- Formica microphthalma Francoeur, 1973
- Formica miniocca Chang & He, 2002
- Formica minuta Lowne, 1865
- Formica moki Wheeler, W.M., 1906
- Formica molestans Latreille, 1802
- Formica montana Wheeler, W.M., 1910
- Formica montaniformis Kuznetsov-Ugamsky, 1929
- Formica montivaga Santschi, 1928
- Formica morsei Wheeler, W.M., 1906
- Formica mucescens Wheeler, W.M., 1913
- Formica nana Latreille, 1802
- Formica neoclara Emery, 1893
- Formica neogagates Viereck, 1903
- Formica neorufibarbis Emery, 1893
- Formica nepticula Wheeler, W.M., 1905
- Formica nevadensis Wheeler, W.M., 1904
- †Formica nigra Presl, 1822
- Formica nigropratensis Betrem, 1962
- Formica nitida Razoumowsky, 1789
- Formica nortonii Buckley, 1866
- Formica novaanglae Buckley, 1866
- †Formica oblita Heer, 1867
- Formica obscuripes Forel, 1886
- Formica obscuriventris Mayr, 1870
- Formica obsidiana Emery, 1923
- Formica obsoleta Linnaeus, 1758
- †Formica obtecta Heer, 1849
- Formica obtusopilosa Emery, 1893
- †Formica obvoluta Heer, 1849
- Formica occidentalis Buckley, 1866
- Formica occulta Francoeur, 1973
- †Formica oculata Heer, 1849
- Formica omnivora Linnaeus, 1758
- Formica opaciventris Emery, 1893
- Formica orangea Seifert & Schultz, 2009
- †Formica orbata Heer, 1849
- Formica oreas Wheeler, W.M., 1903
- Formica oregonensis Cole, 1938
- †Formica ovala Zhang, 1989
- Formica ovata Reich, 1793
- Formica pachucana Francoeur, 1973
- Formica pacifica Francoeur, 1973
- †Formica palaeopolonica Dlussky, 2008
- †Formica paleosibirica Dlussky, Rasnitsyn & Perfilieva, 2015
- Formica pallidefulva Latreille, 1802
- Formica pallidelutea Latreille, 1802
- Formica pallipes Latreille, 1787
- Formica pamirica Dlussky, 1965
- Formica paralugubris Seifert, 1996
- †Formica parexsecta Dlussky & Putyatina, 2014
- †Formica parvula Presl, 1822
- Formica pergandei Emery, 1893
- Formica perpilosa Wheeler, W.M., 1913
- Formica persica Seifert & Schultz, 2009
- †Formica phaethusa Wheeler, W.M., 1915
- Formica phyllophila Jerdon, 1851
- Formica picea Nylander, 1846
- Formica picipes Reich, 1793
- Formica pisarskii Dlussky, 1964
- †Formica pitoni Théobald, 1935
- Formica planipilis Creighton, 1940
- Formica podzolica Francoeur, 1973
- Formica politurata Buckley, 1866
- Formica polyctena Foerster, 1850
- Formica postoculata Kennedy & Dennis, 1937
- Formica pratensis Retzius, 1783
- Formica pressilabris Nylander, 1846
- †Formica primitiva Heer, 1849
- †Formica primordialis Heer, 1849
- †Formica procera Heer, 1849
- Formica prociliata Kennedy & Dennis, 1937
- Formica propatula Francoeur, 1973
- Formica propinqua Creighton, 1940
- Formica puberula Emery, 1893
- †Formica pulchella Heer, 1849
- Formica pulla Francoeur, 1973
- Formica pusilla De Geer, 1773
- Formica pyrenaea Bondroit, 1918
- †Formica quadrata Holl, 1829
- †Formica radchenkoi Dlussky, 2008
- Formica ravida Creighton, 1940
- Formica rediana Leach, 1825
- Formica reflexa Buren, 1942
- Formica retecta Francoeur, 1973
- †Formica robusta Carpenter, 1930
- Formica robusta Chang & He, 2002
- Formica rostrata Fabricius, 1787
- Formica rubescens Leach, 1825
- Formica rubicunda Emery, 1893
- Formica rufa Linnaeus, 1761
- Formica rufibarbis Fabricius, 1793
- Formica ruficeps Motschoulsky, 1863
- Formica ruficornis Gmelin, 1790
- Formica rufolucida Collingwood, 1962
- Formica rupestris Leach, 1825
- Formica sanguinea
- Formica subintegra Wheeler, 1908
- Formica talbotae Wilson, 1977
- Formica transkaucasica Nasonov
- Formica truncorum Fabricius, 1804
- Formica uralensis Ruzsky, 1895